# Köksbänk

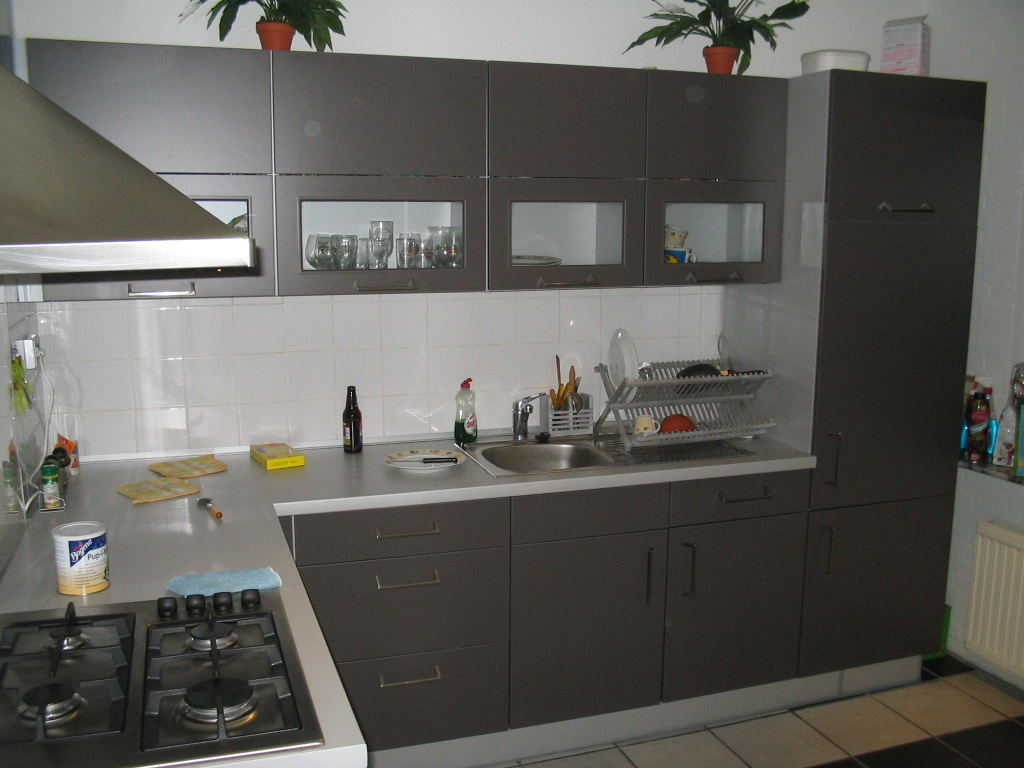
Köksbänk.

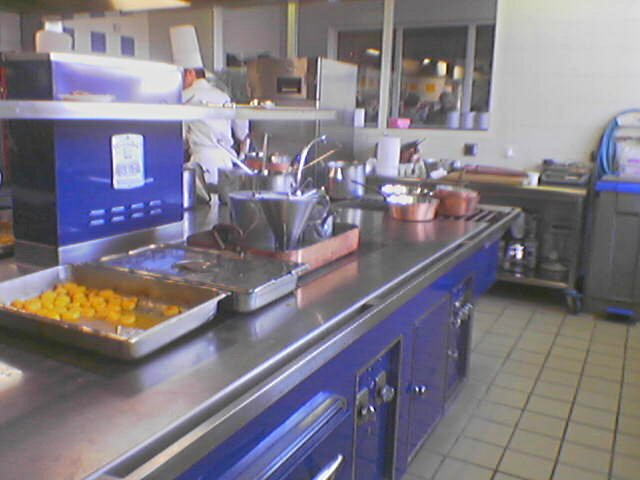
Rostfri köksbänk i Paris, Frankrike. Bild av David Monniaux.

En köksbänk är en arbetsbänk anpassad för matlagning. Köksbänkar består oftast av trä, men kan också bestå av sten eller kakel. Under dem finns vanligen underskåp.
En fristående köksbänk kallas köksö.